# Кременівка (Маріупольський район)
Кремені́вка (до 1945 — Чердакли) — село в Україні, у Кальчицькій сільській громаді Маріупольського району Донецької області.

## Географія
Село розташоване за 23 км від селища Микільського автошляхом Т 0523. Найближча залізнична станція Кальчик (за 11 км).

## Символіка
Серп, що косить один золотих сонях та два золоті колоси пшениці, символізує сільське господарство. Голова бика та барана - тваринництво. Уламок іонічного ордеру на лазуровому вістрі відсилає до грецького походження населення та те, що вони були "відірвані" від своєї батьківщини. Міст символізує географічне розташування села в міжріччі Кальчика, Малого Кальчика (певно раніше Калка) та балки Попової. До того ж це чудово поєдналося з концепцією виготовлення цегли та черепиці ремісниками Чердакли. У мості видніються три арки, що і символізують три вищезгадані річки.

## Історія
Чердакли — історична назва села Кременівка. Засноване влітку 1780 року переселенцями з кримських сіл Каракуба (131 чоловік та 113 жінок), Чердакли (75 чоловік та 79 жінок) й Бай-Су (51 чоловік та 56 жінок).
15 серпня 1945 року село Чердакли перейменовано в село Кременівка, а Чердаклицька сільська рада на Кременівську.
5 липня 2015 року на блокпосту під Кременівкою загинув солдат 14-ї бригади ЗСУ Володимир Стефанців.

## Населення
За даними перепису 2001 року населення села становило 1207 осіб, із них 6,71 % зазначили рідною мову українську, 84,84 %— російську, 7,13 %— грецьку та 0,08 %— угорську мову.

## Пам'ятки
Неподалік від села розташована ботанічна пам'ятка природи — Чердакли.
В селі Кременівка виявлено кургани з похованнями доби бронзи та скіфського часу. В одному із скіфських поховань знайдено 15 бронзових наконечників стріл.

## Культура
Село Кременівка двічі приймало Міжнародний фестиваль грецької культури «Мега-Йорти» імені Доната Патричі (у 1993 та 2001 роках).

## Відомі особи
- Челпан Костянтин Федорович — український інженер-механік, начальник конструкторського бюро Харківського паровозобудівного заводу; репресований в ході Грецької операції НКВС.
- Черказова Євгенія Іванівна — українська акордеоністка і педагог, Народна артистка України.
- Хартахай Феоктист Авраамович (між 7 та 25 березня 1836, Чердакли — 25 березня 1880, Маріуполь) — педагог, історик, етнограф, засновник перших середніх навчальних закладів у Маріупольському повіті, перший дослідник історії греків Приазов'я.